# Scyphogyne
Scyphogyne é um género botânico pertencente à família Ericaceae.